# Kiniki
Kiniki – wieś sołecka w Polsce położona w województwie mazowieckim, w powiecie płońskim, w gminie Raciąż.

## Położenie
Wieś Kiniki położona jest w województwie mazowieckim, w powiecie płońskim, w gminie Raciąż. Rozciąga się na odcinku ok. 2 km, wzdłuż drogi powiatowej Płońsk – Raciąż. To typ wsi tzw. ulicówki. Oddalona jest od Raciąża o ok. 2 km, a od miasta powiatowego – Płońska – o 25 km. Granicę Kinik wyznaczają od wschodu i zachodu – znaki drogowe Kiniki, od północy granicę naturalną stanowi rzeka Raciążnica, natomiast od południa droga gminna Płońsk – Raciąż.

## Historia
Historia wsi sięga średniowiecza. Do 1495 roku wioska była w posiadaniu książąt mazowieckich. Po włączeniu Mazowsza Płockiego do Korony Polskiej w 1495 wioska znalazła się w posiadaniu królewskim. Stan ten trwał do 1512 r., kiedy przeszła w ręce biskupów płockich, w których pozostała do roku 1865. Wieś duchowna położona w drugiej połowie XVI wieku w powiecie raciąskim województwa płockiego. W 1785 roku wchodziła w skład klucza raciąskiego biskupstwa płockiego. W czasie zaborów Kiniki znajdowały się w obrębie zaboru pruskiego (trafiły tam w wyniku III zaboru pruskiego w 1795 roku).
W czasach napoleońskich, w dobie Księstwa Warszawskiego (1807–1815), Kiniki znalazły się w departamencie płockim, utworzonym w 1807 roku. Po upadku Napoleona i decyzjach kongresu wiedeńskiego, Kiniki włączono do Królestwa Kongresowego, do województwa płockiego. Po wprowadzeniu guberni Kiniki znalazły się w guberni płockiej.
Podczas powstania listopadowego, latem 1831 r. pod Raciążem odbyła się potyczka powstańców z siłami rosyjskimi. Przez Kiniki przemaszerowały wojska gen. Gerstenzweiga, bezpośrednio zaś przed walką przed samym miastem w okolicach Kinik na walkę czekał pułk strzelców rosyjskich.
W Kinikach miała swoje grunty cerkiew do czasu wydania 4 listopada 1918 r. przez Radę Regencyjną dekretu o przejęciu na rzecz Skarbu Państwa obcych donacji. Na mocy tego dekretu państwo polskie przejęło grunty pocerkiewne.
Po odzyskaniu przez Polskę niepodległości w 1918 r. Kiniki znalazły się w województwie warszawskim, powiecie sierpeckim.
W 1952 zniesiono samorządy, likwidując jednocześnie powiaty. 1 I – 8 XII 1973 w gminie Gralewo. Reforma administracyjna z 1975 roku włączyła Kiniki w obręb województwa ciechanowskiego. Stan ten trwał do 1998 r., natomiast od 1 stycznia 1999 roku Kiniki należą do powiatu płońskiego w województwie mazowieckim.

## Administracja kościelna
Wieś Kiniki należy do parafii Raciąż, przynależność potwierdzona już w 1775 r. na podstawie wizytacji generalnej diecezji płockiej. Podobnie, jak w innych wioskach, mieszkańcy Kinik płacili dziesięcinę. Wcześniej, bo w XVI wieku Kiniki nie należały do parafii Raciąż. Być może przynależały do parafii w Drozdowie (powstałej w 1371 r.) albo Krajkowie (powstałej w 1401 r.). Wieś Kiniki należała do duchowieństwa w XVIII wieku.

## Obiekty zabytkowe i atrakcje turystyczne
Przez Kiniki przebiega szlak rowerowy z Płońska do Raciąża, wyznaczony przez klub rowerowy "Limes" z Płońska.